# Каролін Леонгардт
Каролін Леонгардт  (нім. Carolin Leonhardt, 22 листопада 1984) — німецька веслувальниця, олімпійська чемпіонка.

## Виступи на Олімпіадах
| Олімпіада   | Дисципліна                    | Місце |
| ----------- | ----------------------------- | ----- |
| Афіни 2004  | байдарка-двійка, 500 метрів   | 2     |
| Афіни 2004  | байдарка-четвірка, 500 метрів | 1     |
| Лондон 2012 | байдарка-четвірка, 500 метрів | 2     |